# Hydroptila furcula
Hydroptila furcula är en nattsländeart som beskrevs av Wells 1984. Hydroptila furcula ingår i släktet Hydroptila och familjen smånattsländor. Inga underarter finns listade i Catalogue of Life.